# Белёвский-Жуковский, Алексей Алексеевич
Граф Алексей Алексеевич Белёвский-Жуковский (Белевской-Жуковский, Жуковский-Белёвский, в 1875—1884 годах носил фамилию Седжиано; 14 (26) ноября 1871, Зальцбург, Австро-Венгрия — 1932, Тбилиси, ЗСФСР, СССР) — сын Великого князя Алексея Александровича и Александры Васильевны Жуковской, внук Александра II и поэта Василия Андреевича Жуковского.

## Биография
Детство и юность провёл в Германии, в Бадене.
24 марта 1875 года вместе с матерью получил в Республике Сан-Марино баронский титул и фамилию Седжиано. 21 марта 1884 году указом императора Александра III барон Алексей Седжиано возведён, с нисходящим потомством, в графское Российской империи достоинство, с присвоением ему отчества Алексеевич и фамилии Белёвской (Белёвский уезд Тульской губернии был родиной его деда — В. А. Жуковского). 14 января 1913 года ему разрешено присоединить фамилию Жуковских.
Служил вольноопределяющимся в Сумском драгунском полку. После производства в офицеры — ординарец великого князя Сергея Александровича. Накануне Первой мировой войны был удостоен придворного звания «в должности шталмейстера».
В 1905—1914 годах — проживал на собственной вилле в Баден-Бадене.
После Октябрьской революции остался в России, в то время как дети эмигрировали. Был учёным-биологом.
Расстрелян в Тбилиси в 1932 году.

## Семья
15 августа 1894 года в усадьбе Ильинское (ныне Красногорский район Московской области) женился на княжне Марии Петровне Трубецкой (1870—1954), фрейлине великой княгини Елизаветы Федоровны, дочери князя Петра Никитича Трубецкого и Елизаветы Эсперовны, урождённой княжны Белосельской-Белозерской. В браке родились: Елизавета (1896—1975), Александра (1899—1995), Мария (1901—1996), Сергей (1904—1956). В 1904 году развёлся. Женился на баронессе Наталье Владимировне Шёппинг (1888—1965).
Потомство см.: Жуковская, Александра Васильевна#Потомки

## Чины
- Эстандарт-юнкер, корнет со ст. 7.08.1893 (Выс. пр. 9.08.1894)
- Поручик «на вакансию» со ст. 7.08.1897 (Выс. пр. 15.03.1898)
- Штабс-ротмистр «на вакансию» (Выс. пр. 15.03.1899)